# Galáxia Anã Irregular de Sagitário
A Galáxia Anã Irregular de Sagitário ou SagDIG (do inglês Sagittarius Dwarf Irregular Galaxy) é uma galáxia irregular que faz parte do Grupo Local e está a 3,4 milhões de anos-luz da Terra. É uma galáxia LSB (baixo brilho superficial).
Imagens obtidas com o Telescópio Espacial Hubble, mostram que a parte principal da SagDIG apresenta alguns complexos de formação estelar abrangendo uma fração significativa da área total da galáxia. A presença de um processo de formação de estrelas dentro de uma galáxia rica em gás, uma vez que faz da SagDIG um excelente laboratório onde cientistas podem verificar as teorias atuais sobre o que desencadeia criação de estrelas em galáxias isoladas.
Foi descoberta por Cesarsky et al. em uma fotografia tirada com o ESO (B) Atlas em 13 de junho de 1977.
Nota: SagDIG não deve ser confundida com SagDEG, ou
Galáxia Anã Elíptica de Sagitário, uma galáxia satélite da Via Láctea, a 70.000 anos-luz de distância.